# Köszörű-patak (Magyarország)
A Köszörű-patak a Mátrában ered, Parádsasvár településtől délkeletre, Heves vármegyében, mintegy 420 méteres tengerszint feletti magasságban. A patak forrásától kezdve északi irányban halad, majd Parádsasvár keleti részénél éri el a Parádi-Tarnát.

## Part menti település
A Köszörű-patak mentén fekvő egyetlen település, Parádsasvár, melynek lakossága közel 400 fő.